# Aviatik B.II
O Aviatik B.II foi um avião de reconhecimento construído na Alemanha e Áustria-Hungria durante a Primeira Guerra Mundial. Era um avião biplano de configuração convencional, onde o piloto e observador estavam instalados em sequência e em cockpits abertos.